# Олександрівка (село, Одеський район)
Олекса́ндрівка — село Фонтанської сільської громади в Одеському районі Одеської області в Україні. Населення становить 3303 осіб у 2022 роцi.

## Населення
Згідно з переписом УРСР 1989 року чисельність наявного населення села становила 3580 осіб, з яких 1758 чоловіків та 1822 жінки.
За переписом населення України 2001 року в селі мешкало 3660 осіб.

### Мова
Розподіл населення за рідною мовою за даними перепису 2001 року:
| Мова       | Відсоток |
| ---------- | -------- |
| українська | 77,16 %  |
| російська  | 21,26 %  |
| молдовська | 0,60 %   |
| болгарська | 0,44 %   |
| білоруська | 0,25 %   |
| вірменська | 0,16 %   |
| гагаузька  | 0,03 %   |
| польська   | 0,03 %   |